# Abu Muhammad al-Hasan al-Hamdani
Abū Muḥammad al-Ḥasan ibn Aḥmad ibn Yaʿqūb al-Hamdānī (in arabo أبو محمد الحسن بن أحمد بن يعقوب الهمداني‎?; Sana'a, circa 893 – Rayda, 945) è stato un geografo e astronomo arabo oltre che un poeta, grammatico e storico. Fu uno dei migliori rappresentanti della cultura islamica degli ultimi anni del Califfato abbaside.

## Biografia
Della sua vita si conosce poco ma si sa che egli compilò informazioni astronomiche e che scrisse opere poetiche e di grammatica araba.
La sua Geografia della Penisola araba (Ṣifat Jazīrat al-ʿArab) è uno dei testi più importanti sulla materie e fu utilizzato da Aloys Sprenger per il suo Post- und Reiserouten des Orients (Lipsia, 1864) e per l'Alte Geographic Arabiens (Berna, 1875) di D.H. Müller (Leiden, 1884).
Le sue fonti d'informazione furono Abū Naṣr Muḥammad b. ʿAbd Allāh b. Saʿīd, detto al-Yaharī, e al-Ḥanbaṣī.
Un'altra importante pubblicazione è l'Iklīl (Corona), in cui sono riportate le genealogie degli himyariti. Numerosi libri ospitano una parte dei suoi testi, secondo la ben nota consuetudine islamica del ricorso all'epitome. Anche gli orientalisti hanno abbondantemente sfruttato le sue opere, come è il caso del Die Burgen und Schlösser Sudarabiens (Vienna, 1879-1881) del summenzionato Müller o del Die grammatischen Schulen der Araber di G. Flügel (Lipsia, 1862), pp. 220–221.
Fu coinvolto anche in beghe politiche che finirono col costargli la vita.

Fu infatti messo in carcere una prima volta per volontà dell'Imam rasside Aḥmad al-Nāṣir b. Yaḥyā al-Hādī. Rilasciato per l'intervento di Yaḥyā b. ʿAbd Allāh al-ʿUqaylī, fu imprigionato di nuovo e questo provocò una violenta reazione dell'elemento arabo e la cosiddetta "battaglia di Katāfa" che portò alla morte dell'Imam e del figlio di questi.